# 제13회 제천국제음악영화제
제13회 제천국제음악영화제는 2017년 8월 10일에 열린 시상식이다.

## 수상 및 후보

### 롯데 어워드
- 칠레 음악에로의 여행 - 나후엘 로페즈 수상

### 심사위원 특별언급
- 일본의 컨트리 음악 - 제임스 페인 수상

### JIMFF OST
- 김홍집 수상
- 이진희 수상

### JIMFF STAR
- 도경수 수상
- 안소희 수상

### 세계 음악영화의 흐름
- 존 콜트레인 스토리 - 존 쉐인펠드
- 칠레 음악에로의 여행 - 나후엘 로페즈
- 일본의 컨트리 음악 - 제임스 페인
- 금빛 날개 - 바비 사르마 바루아
- 로큰롤 호텔 - 헬무트 쾨핑 외 1명
- 마이엄마 - 임준현
- 타이완 포크 송에 바침 - 허우 치얀

### 주제와 변주
- 조 카커: 광기의 소울 - 존 에지튼
- 전선 위의 새: 레너드 코헨 - 토니 팔머
- 레너드 코헨에 바침 - 리암 런슨
- 전장의 크리스마스 - 오시마 나기사
- 사운드의 혁명: 탠저린 드림과 에드가 프뢰제 - 마가레테 크로이쳐
- 수퍼스타 휘트니 휴스턴 - 닉 브룸필드 외 1명

### 시네마 콘서트
- 손님 접대법 - 버스터 키튼 외 1명
- 웬 걱정? - 프레드 C. 뉴마이어 외 1명

### 시네 심포니: 장편
- 앳 유어 도어스텝 - 에두아르드 코르테스
- 더 블루 하츠 - 이이즈카 켄 외 5명
- 거장과 킬러 사이 - 레본 미나시안
- 클라우디 선데이 - 마누스소스 마누스사키스
- 엘리스 헤지나 - 휴고 프라타
- 잉글랜드 이즈 마인 - 마크 길
- 뮤지컬 개구리들 - 파트소 테레리아
- 헬로 어게인 - 톰 구스타프슨
- 줄리와 신발 공장 - 폴 칼로히 외 1명
- 미스 임파서블 - 에밀 들뢰즈
- 일곱번째 하늘 - 좁 고스찰크
- 싱잉 슈즈 - 라도슬라프 스파쇼프

### 시네 심포니: 단편
- 무모한 형제 - 아흐마드 살레
- 숨 막히게 - 레아 크라브칙
- 쇼팽 야상곡 Op. 37 제2번 - 우 지아카이
- 어둠 - 하심 세즈긴 킬리치
- 제스와 엘리엇 - 노라 조블링
- 헨리 - 필립 휘세네거
- 음치 로렌 - 안나 마르미스
- 월광 소나타 - 아이자말 볼로토바
- 피아노이드 - 자니나 푸츠케
- 아빠는 록커 - 콜라스 리프키스 외 1명
- 천사의 점프 - 카메라-etc
- 테스트 - 그레고르 발렌토비치
- 완벽한 하모니 - 로만 자로스
- 아내를 위해 - 아드리안 이글레시아스 외 1명

### 뮤직 인 사이트: 장편
- 이기 팝과 퀸즈 오브 더 스톤 에이지 - 안드레아스 노이만 외 1명
- 기억된 시간: 빌 에반스 - 브루스 스피겔
- 기타리스트, 빌 프리셀 - 엠마 프란츠
- 댄싱 베토벤 - 아란차 아기레
- 딕시 랜드 - 로먼 본다르추크
- 그레고리 포터의 매력 - 알프레드 조지 베일리
- 인생은 스윙 - 앙드레 샹델
- 멈포드 앤 선스 - 샘 렌치
- 코니 플랑크의 잊혀진 스튜디오 - 레토 카두프 외 1명
- 테크노 전사들의 이란 탈출 - 수산느 레지나 미우레스
- 롤링 스톤즈 올레, 올레, 올레! - 폴 더그데일
- 미국 록의 인디언 뮤지션들 - 알폰소 마이오라나 외 1명
- 자비어 쿠가 일대기 - 디에고 마스 트렐레스
- 시다묘진 - 엔도 미치로

### 뮤직 인 사이트: 중편
- 바지선에서 바흐를 - 호크제 호이프
- 자유의 로큰롤 - 짐 브라운
- 스트리트 피아노 - 모린 니 피안 외 1명
- 지휘대 - 안톤 야렘축
- 디바 엘라 피츠제럴드 - 카챠 두레거
- 신비의 레이블, 스펙테이터 레코드 - 피터 예 슈왈츠-닐슨 외 3명

### 뮤직 인 사이트: 단편
- 체르노빌 프로젝트 - 이리나 니콜라이엔코 외 1명
- 발칸 블루스 - 루치오 데 칸디아
- 조의 바이올린 - 캐핸 쿠퍼맨
- 이발소에서 공연을 - 잔드루 페르난데즈 외 1명
- 음악, 커피 그리고 LP - 미케 도보쉬
- 윈튼 마샬리스의 파나마 기행 - 펠릭스 과르디아
- 힙합댄스 크럼프 - 마시오 프로스트
- 불굴의 첼리스트 - 알렉산드라 렉
- 베트남 농부 오케스트라 - 부 디엠 리

### 한국 음악영화의 오늘: 장편
- 디지게구린크로마뇽 - 임찬익 외 1명
- 홀로그램 유니버스 - 김지혜
- I Want Zero.G - 현영애
- 불빛 아래서 - 조이예환
- 앵그리 버드와 노래를 - 지혜원
- 백년의 노래 - 이상목

### 한국 음악영화의 오늘: 단편
- 변성기 - 박준호
- 편곡자 - 위장훈
- 오디션 - 김명종
- 별빛 오케스트라의 아이들 - 이정익
- 신기루 - 정유석
- 달콤한 고백 - 민경원
- 마음의 편지 - 고경수
- 샐리의 법칙 - 엄승혜
- 성북동 막걸리 - 박상준
- 예술의 전당 - 이준섭
- 음유시인 - 포레스트 이안 엣슬러 외 1명
- 수조 속 거북이들 - 김민
- Zero - 장현영

### 패밀리 페스트: 장편
- 하트 비트 - 한스 소머스
- 옥자 - 봉준호

### 패밀리 페스트: 단편
- 피아니스트 메럴 - 티무르 이스마일로프
- 바키로 - 미구엘 니우
- 필리핀 소녀의 힙합 입문기 - 마리 자모라
- 동쪽 나라에서 - 사라 타비브자데
- 골든 올디스 - 댄 벨신크 외 1명
- 겨울 나그네 - 헤닝 박하우스
- 트럼펫 연주자 - 긴츠 질발로디스
- 나와 내 강아지 - 유소연
- 오펜바허 - 타티아나 페도로프스카야
- 오래된 피아노 - 로라 피에트
- 노래하는 개구리들 - 비올레인 파스퀘
- 노래하는 닭, 휴고의 모험 - 레이니스 칼낼리스
- 바이올린 솔로 - 애비 스티븐스
- 소나티나 - 캐서린 발슬리
- 2초 간의 고요 - 펠리페 산즈